# 富士山ライブ配信滑落死事故
富士山ライブ配信滑落死事故（ふじさんライブはいしんかつらくしじこ）とは、2019年10月28日に富士山で発生した滑落事故である。動画をニコニコ生放送でライブ配信しながら富士登山を行っていた47歳男性（以降Tと記す）が富士山頂から滑落し、2日後に遺体となって発見された。

## 経緯
Tは本名は明かさず、TEDZU（テツ）と名乗って活動していた。
司法試験への挑戦に苦戦する中、40代になったTは富士登山に熱中するようになり、配信者が大勢集まって富士登山をするイベントに参加した経験もあった。Tは以前から富士登山の様子のライブ配信を多数行っており、2019年5月から事故発生時までに富士登山の様子のライブ配信を少なくとも26回行っていたことが記録されている。
事故の5日前、Tのライブ配信の視聴者が「雪景色の富士山見たい」とコメントし、Tは「見たい？雪もう降っているかな。富士山なぁ」「富士山行く？今だったら多分そんなに寒くないんだわ。（気温は）マイナス3とか4でしょ、山頂。だから、パッと行って、パッと帰れば死なずにすむ。そんな寒い思いもしないで」と返信していた。Tの配信仲間の一人は、Tは冬の富士山に登るようなタイプではなかったが、このコメントが印象に残っていて、冬の富士登山に行く気になったかもしれないと述べている。
10月28日、Tは1人で富士山に向かい、10時30分、富士山に到着し「雪の富士山へGO」というタイトルで吉田ルート登山口5合目から自身が登山する様子のライブ配信を開始した。山頂は数日前に初冠雪したばかりであり、事故が発生した時期は十分な計画や準備なしでの登山は禁止されていたが、Tは夏の装備で登っていった。
ライブ配信の会話からは、Tがだいぶ軽装であったことがうかがえ、ピッケルやアイゼンなどの冬山装備は携行しておらず、警察関係者も「冬の富士登山ができるような装備ではなく、軽装だったようだ」と新聞にコメントしている。Tは「手の感覚がない」「カイロ持ってくればよかった」と手が思うように動かない様子の発言をしていた。
14時30分頃、Tは富士山頂に到着。富士山頂を歩きながら「よし、行こう。ここも危ないね、斜面。滑る」と発言した直後、Tは足を滑らせ滑落した。Tが滑落する様子はライブ配信されており、「うわぁ」という声と共に映像が乱れ、Tが回転しながら滑落する様子が写り込んだ後にライブ配信は停止した。
15時35分頃、ライブ配信の視聴者から110番通報があり、山梨県警察山岳遭難救助隊と静岡県警察山岳遭難救助隊が捜索を開始した。10月30日、山岳救助隊が須走口の7合目付近（標高約3,000メートル）で性別不明の遺体を発見、11月12日に遺体がTであることが判明した。発見当初は遺体の損傷の激しさに加えて、身元のわかる所持品もなく、身元の割り出しに時間を要したが、以前からTの配信を視聴していたリスナーの1人がこの事故を知り、過去の動画から自宅を割り出し、他のリスナーとも連携をとって警察に連絡した末に、最終的にはDNA鑑定などで身元特定に至った。死因は滑落による損傷死と発表された。

## 反応
Tが滑落する動画を見た登山家の野口健は「ピッケル、アイゼンはうつっていない。また、滑落した直後の映像では自身の足が映っていますが、ハイカットの登山靴ではなく軽登山靴または運動靴。スパッツなし」と装備不足を指摘し、「雪山に登るという自覚が全く感じられない。ノリだけで登ってしまったような印象も。残念」と嘆いた。フリーライターの羽根田治も、動画の内容から「富士登山にはあまりにも軽装」「自殺行為にしか思えない」と指摘した。
Tが登山した時期について、静岡県警地域課は事故発生直後に「今の時期の富士山は雪が凍って滑る上、岩肌が露出している。閉山期の登山は控えてほしい」、静岡県警幹部も「富士山閉山後は登らないのが基本。安易な登山、積雪期の動画配信などもってのほか」と訴えた。
また、Tが下山しても危機的だった可能性が指摘されており、地元・富士宮山岳会の工藤誠志会長は11月1日、J-CASTの取材に「男性の方が足を滑らせた地点から下山するとすれば、標高2,400メートルの富士宮口か、1,450メートルの御殿場口か、のいずれかだと思います。でも、夏山の基準で言いましても、富士宮口まで3、4時間、御殿場口まで5時間はかかります。冬山で日没も早いですので、17時には真っ暗になります。コースが分かっていたとしても、明るいうちには着けないでしょうね」と述べ、Tがヘッドランプを持っていれば、下山を続けることはできるものの、それでもコースを熟知していることが必要だったと述べた。また、工藤会長は「風がありますと、10月でも低体温症になった事例があります。男性が山頂にいたときは、気温が氷点下5度にまで下がっています。指に凍傷ができても動けますが、低体温症になりますと、脳の機能が低下して動けなくなってしまいます。また、昼に溶けた雪が夜に固まり、積もった雪が風で飛ばされ、つるつるのアイスバーンになっており、アイゼンの刃でも少ししか刺さりません。ですから、とても滑りやすくもなっており、冬の富士山で訓練してから、ヒマラヤ登山を目指す人も多いですね」と、下山を続けていたとしても、低体温症で動けなくなる恐れもあると述べた。
Tの滑落の動画は、動画サイトやSNSで拡散された。インターネット上では、「山を甘く見すぎ」「自己責任」といった厳しい指摘があり、中には「自殺しに行ったのでは」「金を稼ぐための配信」など心無い誹謗中傷も見られた。これに対してNHKの取材では、Tが司法試験に失敗しつつも、配信を通じて周囲と繋がりを持とうとしていたこと、また試験の失敗や事故前年の癌の宣告による精神的負担から、Tにとって配信は自己表現の場であり、孤立感や承認欲求が危険な登山に繋がった可能性が指摘された。
また、Tの遺体が発見されるまでの間に、別人がYouTubeで「無事生きています」との動画を投稿して再生数を伸ばすなど、悪質ななりすまし行為も問題視された。
遺体発見後の2019年11月に御殿場市役所で行われた冬山遭難防止対策会議でも、この事故が話題となった。出席者からは「冬の富士登山の危険性周知を徹底すべき」との声が上がり、静岡県山岳遭難防止対策協議会東富士支部長をつとめる御殿場市長の若林洋平が「軽装備の登山者への啓発が重要」などと呼びかけた。

### ダーウィン賞
翌2020年6月、Tは不名誉な死を迎えた人物に贈られる「ダーウィン賞」の2020年度受賞者に選ばれた。受賞理由では「冬の登山者に必要なのは、適切な装備と登山経験、常識のブースターパックだ。残念ながら、TEDZUにはその3つが欠けていた」「動画のタイトル『雪の富士山へGO』から、雪の富士山をスキー場やクリスマスツリー農園のように安全だと思っていたのだろう」などと説明されている。
ただし、このダーウィン賞の解説には複数の間違いがあることが指摘されており、例えば、スマートフォンを常に片手に持ちながら、そのカメラでライブ配信しながら富士登山を行ったために死亡したかのように解説されているが、実際にはTは帽子に付けたウェアラブルカメラで映像を撮影しながら、ポケットに入れたスマートフォンのアプリを使用してライブ配信をしていた。また、ライブ配信の視聴者からのコメントも、スマートフォンを操作して目で見ていたのではなく、自動読み上げアプリを通してコメントを聞き、話してコメントに返信していた。